# 市政體育會
市政社會體育會（西班牙語：Club Social y Deportivo Municipal），簡稱CSD市政，是一支危地馬拉的職業足球會，現時於危地馬拉國家足球聯賽作賽，主場球場為三叶草体育场。他們與國內另一支球會通訊體育會同爲危地馬拉的兩大班霸。

## 外部連結
- 官方网站 （页面存档备份，存于）